# Spider-Man (série de jogos)
Marvel's Spider-Man é uma série de jogos eletrônicos de ação-aventura de super-heróis baseado no personagem Homem-Aranha da Marvel Comics, desenvolvida pela Insomniac Games e publicada pela Sony Interactive Entertainment (SIE) para consoles PlayStation e computadores Windows. Baseados em personagens da Marvel, os jogos são inspirados na tradição de histórias em quadrinhos de longa data, enquanto adicionalmente derivam de várias adaptações em outras mídias. A série segue principalmente os protagonistas Peter Parker e Miles Morales que lutam contra o crime na cidade de Nova York como portadores duplos da personalidades de super-herói homônima enquanto lidam com as complicações de suas vidas civis.
A Marvel Games entrou em negociações com a SIE sobre o desenvolvimento de jogos de terceiros baseados em seus personagens, o que levou o estúdio colaborativo Insomniac Games a ser selecionado para adquirir a licença do personagem Homem-Aranha da Activision em 2014. A série começou com o Homem-Aranha da Marvel e sua subsequente expansão de conteúdo para download (DLC) The City That Never Sleeps, que foi lançada no PlayStation 4 no final de 2018; o jogo e seu DLC foram posteriormente reunidos e lançados como uma versão remasterizada para o PlayStation 5 em novembro de 2020 e para o Windows em agosto de 2022. Um título spin-off direto, Marvel's Spider-Man: Miles Morales, foi lançado para o PlayStation 4 e PlayStation 5 em novembro de 2020 junto com Marvel's Spider-Man Remasterizado, com uma versão para Windows lançada em novembro de 2022. Uma sequência do jogo original e do spin-off de Miles Morales, Marvel's Spider-Man 2, foi lançada para o PlayStation 5 em outubro de 2023. Uma terceira entrada, Marvel's Spider-Man 3, está em desenvolvimento, mas sem data para o lançamento.
A série se passa em um universo compartilhado de forma semelhante ao Universo Marvel dos quadrinhos, sendo apoiada por outros jogos autônomos desenvolvidos pela Insomniac Games que compartilham continuidade com os títulos do Homem-Aranha do estúdio. Marvel's Wolverine, um jogo focado no personagem titular, está em fase desenvolvimento para o PlayStation 5. Um jogo autônomo Venom  após sua aparição em Marvel's Spider-Man 2, está atualmente em desenvolvimento. Marvel's X-Men, um jogo focado na equipe de mesmo nome, está planejado.
As entradas principais lançadas atualmente na série Marvel's Spider-Man foram recebidas com sucesso comercial positivo e aclamação da crítica, com elogios por suas narrativas, personagens, design de mundo, dublagem, gráficos e jogabilidade. Vários romances vinculados pela Titan Books e histórias em quadrinhos publicadas pela Marvel Comics foram lançados, expandindo o universo dos jogos. A versão de Peter Parker da Insomniac Games também aparece no evento de quadrinhos Spider-Geddon (2018), que designou a série como ocorrendo na "Terra-1048" no multiverso maior da Marvel Comics. Parker também faz uma aparição especial no filme de animação Spider-Man: Across the Spider-Verse (2023), com Yuri Lowenthal reprisando brevemente seu papel.

## Concepção e desenvolvimento
Todos os jogos com personagens da Marvel Comics foram desenvolvidos e publicados principalmente pela Activision desde 1998, com o personagem Homem-Aranha aparecendo em vários títulos como personagem jogável principal e como personagem coadjuvante desde 2000. No entanto, como o vice-presidente da Marvel Games, Jay Ong, refletiria em 2016, os termos do acordo da Marvel e da Activision exigiam períodos de desenvolvimento mais rápidos em jogos para vincular esses produtos aos próximos filmes baseados em propriedades da Marvel. Ong relembraria como era "difícil ter sucesso" nessas circunstâncias como resultado de casos em que "não havia tempo suficiente para lançar algo realmente fantástico". Insatisfeita com a produção final da editora, a Marvel Games optaria por encerrar sua parceria com a Activision em 2014, pouco antes do lançamento do jogo de ligação com o filme, The Amazing Spider-Man 2. Durante uma reunião com executivos da editora, Ong seria questionado pela Activision, "O que você vai fazer com esta PI depois de recuperá-la?". Ong citaria a necessidade de "encontrar um lar melhor para ela" em resposta, com o representante da editora o provocando em troca, "Boa sorte para encontrar seu unicórnio".
Para rejuvenescer o IP, o objetivo principal de Ong era encontrar "um parceiro de publicação que não tivesse adotado a mentalidade de "jogos licenciados ruins"", bem como um com "um interesse pessoal que se beneficiaria da construção de uma franquia". Em particular, a Marvel Games estava procurando criar um IP de jogo em torno de um de seus personagens que rivalizasse com a série Batman: Arkham da Warner Bros. Games e Rocksteady Studios, creditados por legitimar e popularizar adaptações de jogos baseadas em personagens de histórias em quadrinhos. Os principais candidatos considerados para liderar o novo compromisso da Marvel com jogos AAA foram Microsoft Studios, Sony Interactive Entertainment e Nintendo. A Nintendo foi descartada inicialmente como resultado das limitações técnicas do Nintendo Switch, bem como da dedicação percebida da editora em perseguir jogos usando seus próprios personagens e franquias (embora eles eventualmente colaborassem com a Marvel no desenvolvimento do Marvel Ultimate Alliance 3: The Black Order (2019) para o Nintendo Switch), enquanto a Microsoft recusou a oferta da Marvel devido ao desejo de se concentrar na construção de sua própria propriedade intelectual (mais tarde, eles colaborariam com a Marvel na produção do próximo jogo Marvel's Blade por meio da editora Bethesda Softworks). Eventualmente, Jay Ong se encontraria com os executivos da Sony, Adam Boyes e John Drake, a fim de lançar um acordo geral de desenvolvimento com a Marvel, com a esperança de que eles pudessem colaborar e "vencer Arkham e ter um jogo pelo menos e talvez vários jogos que pudessem impulsionar a adoção", das plataformas PlayStation da Sony.
A SIE finalmente assinou o acordo, levando sua vice-presidente de desenvolvimento de produtos, Connie Booth, a visitar a desenvolvedora Insomniac Games para falar com o CEO do estúdio, Ted Price, com as discussões sobre o potencial projeto da Marvel sendo mantidas em sigilo. Price foi descrito como sendo "bastante neutro" em relação às perspectivas de desenvolver um jogo baseado em uma propriedade da Marvel Comics, já que a Insomniac Games até aquele ponto trabalhava apenas em suas próprias franquias originais, mas sua equipe de desenvolvimento estava comparativamente entusiasmada com o projeto. Como a Marvel permitiu que a Insomniac Games selecionasse qualquer um de seus personagens para adaptar, a equipe decidiu pelo Homem-Aranha como resultado de ser capaz de se relacionar com a dinâmica apresentada entre o heróico Homem-Aranha e seu alter ego comum, Peter Parker. Eles também viriam a achar a tarefa de adaptar o personagem assustadora, como resultado de sua popularidade, além das inúmeras histórias e interpretações existentes do personagem tanto nos quadrinhos quanto em outras mídias. No entanto, eles também acolheram o desafio, especialmente a diretora de arte Jacinda Chew, que consultou recursos online e vários funcionários da Marvel para cultivar um amplo conhecimento do personagem.
O diretor criativo Bryan Intihar disse: "Eu sinto que ele é o mais identificável dos heróis. Por mais que eu ame Tony Stark, é mais difícil me identificar com um bilionário. Por mais que eu ame Thor, é difícil me identificar com um deus. Peter comete erros, ele tem altos e baixos em sua carreira, seus relacionamentos, sua família. Acho que todos nós podemos nos identificar com isso". Price também comentou que o Homem-Aranha "é tão humano e tão identificável. Ele também é o personagem mais popular da Marvel no mundo, eu acho". Price também considerou os benefícios técnicos; Sunset Overdrive tem um sistema de travessia dinâmico que poderia ser construído para o Homem-Aranha. O Homem-Aranha se tornou a primeira propriedade licenciada desenvolvida pela Insomniac Games em seus 22 anos de existência.
Após o anúncio do título spin-off Marvel's Spider-Man: Miles Morales para o PlayStation 4 e PlayStation 5, o vice-presidente da Sony, Simon Rutter, disse ao The Telegraph que o jogo era "uma expansão e um aprimoramento do jogo anterior", enquanto a Insomniac Games mais tarde chamou o projeto de um jogo autônomo, afirmando que é "a próxima aventura no universo do Homem-Aranha da Marvel ". É menor em tamanho e escopo do que o Homem-Aranha e foi comparado a Uncharted: The Lost Legacy, um jogo que serviu como uma expansão autônoma que era menor em tamanho e escopo do que um título principal de Uncharted. O jogo foi adicionalmente descrito como apresentando "uma nova história, com novas peças, novos vilões e missões únicas".
Durante o desenvolvimento de Marvel's Spider-Man, a Insomniac Games, a Marvel e a SIE discutiram as perspectivas para jogos futuros baseados em propriedades da Marvel Comics além do Homem-Aranha, com a equipe da Insomniac Games sugerindo continuamente seu desejo de trabalhar em um jogo com Wolverine. A equipe de desenvolvimento foi atraída pelo personagem através da bússola moral semelhante que ele compartilha com o Homem-Aranha, notavelmente o fato de que "ambos os heróis se sentem profundamente compelidos a defender pessoas que são menos capazes de fazê-lo". A Insomniac Games acabou optando por lançar essa ideia para a Marvel e a Sony como sua próxima propriedade licenciada após sua colaboração bem-sucedida com as duas partes no desenvolvimento do Homem-Aranha da Marvel. O Wolverine da Marvel está atualmente sendo desenvolvido junto com o Homem-Aranha da Marvel 2 (2023), que foi anunciado em conjunto em setembro de 2021. Para o último jogo, Bryan Intihar e Ryan Smith atuam como diretores criativos e de jogo do jogo, respectivamente reprisando seus papéis do Homem-Aranha.
A série Spider-Man foi lançada mais tarde no Windows junto com as versões existentes do PlayStation, começando com Spider-Man Remasterizado em agosto de 2022, e Miles Morales mais tarde naquele novembro, marcando outro esforço da editora para lançar seus vários títulos do PlayStation Studios no computador. Um estúdio de suporte, Nixxes Software, que a Sony adquiriu em julho de 2021, ajudou a portar os jogos para o PC.
Em dezembro de 2023, a Insomniac Games foi submetida a um ataque de ransomware pelo grupo Rhysida, que violou com sucesso aproximadamente 1,67 terabytes (TB) de ativos do estúdio, como documentos de desenvolvimento, previsões financeiras internas e informações confidenciais comprometedoras pertencentes a vários funcionários e membros da equipe do desenvolvedor. Após o ataque inicial, a Rhysida ameaçou liberar todas as imagens e recursos obtidos do hack sete dias após o incidente, além de realizar um leilão para os dados com um preço inicial de 50 Bitcoin, equivalente a US$ 2 milhões. A Sony Interactive Entertainment emitiu uma declaração ao Video Games Chronicle afirmando sua intenção de investigar os relatórios em torno do hack, mas não antecipou que o incidente afetaria outras divisões da SIE ou da Sony Corporation como um todo. Após a conclusão do prazo, as informações da empresa, incluindo dados de funcionários, dumps de modelos e listas de pré-produção para vários jogos em desenvolvimento foram publicadas online. Os materiais diziam respeito principalmente a ativos de produção relacionados ao Marvel's Wolverine, mas também compreendiam outros ativos que faziam alusão à existência de vários outros jogos da Marvel em vários estágios de desenvolvimento, como um jogo spin-off autônomo do Venom, Marvel's Spider-Man 3, e um jogo multijogador cancelado anteriormente intitulado Marvel's Spider-Man: The Great Web que derivava fortemente do conceito do "Spider-Verse" e apresentava uma lista jogável de Spider-People alternativos. Outros projetos incluíam expansões online propostas para Marvel's Spider-Man 2 e Marvel's Wolverine, e Marvel's X-Men, um jogo autônomo com foco na equipe de mesmo nome que deveria seguir narrativamente Marvel's Wolverine. Além disso, uma apresentação interna detalhando as margens de royalties e exclusividade entre a Sony Interactive Entertainment e a Marvel, revelou que a editora havia assinado um novo acordo para a Insomniac Games desenvolver jogos licenciados dos X-Men até 2035, com a expectativa de que o Wolverine da Marvel começaria uma trilogia independente de jogos centrada em personagens mutantes em uma linha semelhante a Jogos do Homem-Aranha.

## Jogos publicados
| Ano | Título                                         | Desenvolvedor   | Liberação em casa                       |
| --- | ---------------------------------------------- | --------------- | --------------------------------------- |
| 2018 | Marvel's Spider-Man                            | Insomniac Games | PlayStation 4, PlayStation 52, Windows2 |
| 2018 | Marvel's Spider-Man: A Cidade Que Nunca Dorme1 | Insomniac Games | PlayStation 4, PlayStation 52, Windows2 |
| 2020 | Marvel's Spider-Man: Miles Morales             | Insomniac Games | PlayStation 4, PlayStation 5, Windows   |
| 2020 | Marvel's Spider-Man Remasterizado              | Insomniac Games | PlayStation 4, PlayStation 5, Windows   |
| 2023 | Marvel's Spider-Man 2                          | Insomniac Games | PlayStation 5                           |
| ASA | Marvel's Wolverine                             | Insomniac Games | PlayStation 5                           |
| Notas: 1. Conteúdo para download do Marvel's Spider-Man. 2. Versão remasterizada do Homem-Aranha da Marvel. |                                                |                 |                                         |

| 2018 | Marvel's Spider-Man                           |
| 2018 | Marvel's Spider-Man: A Cidade Que Nunca Dorme |
| 2019 |                                               |
| 2020 | Marvel's Spider-Man: Miles Morales            |
| 2020 | Marvel's Spider-Man Remasterizado             |
| 2021 |                                               |
| 2022 |                                               |
| 2023 | Marvel's Spider-Man 2                         |

### Jogos do Homem-Aranha da Marvel (2018-presente)

#### Marvel's Spider-Man(2018)
Marvel's Spider-Man é a primeira entrada da série, lançada para o PlayStation 4 em setembro de 2018. Ocorrendo no oitavo ano da carreira de Peter Parker como Homem-Aranha, ele se concentra no super-humano senhor do crime Mister Negative e seu plano para tomar o controle do submundo criminoso de Nova York. Quando ele ameaça liberar um vírus mortal com a ajuda de um grupo de super-vilões fugitivos conhecidos como Sinister Six, o Homem-Aranha deve confrontá-lo e salvar a cidade enquanto lida com os problemas pessoais de sua persona civil. Ele é acompanhado em seus esforços pela ex-colega do Daily Bugle e ex-namorada Mary Jane Watson, o capitão do Departamento de Polícia de Nova York (NYPD) Yuri Watanabe e Miles Morales, filho do oficial do NYPD Jefferson Davis.

##### Marvel's Spider-Man: A Cidade Que Nunca Dorme(2018)
A Insomniac Games apoiou o jogo com uma campanha de conteúdo para download (DLC), The City That Never Sleeps, que consiste em três episódios que foram lançados mensalmente de outubro a dezembro de 2018. Ocorrendo alguns meses após os eventos do jogo base, o DLC vê o Homem-Aranha combater uma nova onda de crimes liderada pelo chefe da máfia fisicamente aprimorado Hammerhead, com a ajuda da ladra especialista e ex-amante Felicia Hardy a Gata Negra, e Silver Sable, Sabre de Prata, a proprietária e operadora do grupo mercenário Sable International.

##### Marvel's Spider-Man remasterizado(2020)
Marvel's Spider-Man Remasterizado reúne tanto o jogo original quanto todos os três capítulos de The City That Never Sleeps. O remaster também ostenta inúmeras melhorias gráficas e de apresentação, a saber, a implementação de duas predefinições de jogo: "Fidelity Mode" para aumentar os detalhes gráficos do jogo e habilitar o ray tracing em tempo real, e "Performance Mode" para dimensionar a resolução dinamicamente enquanto aumenta a taxa de quadros do jogo. Uma terceira opção de apresentação, "Performance RT", foi adicionada após o lançamento do jogo para habilitar o ray tracing em tempo real enquanto aumenta as capacidades de desempenho. Outros recursos incluem "carregamento quase instantâneo" realizado pelo SSD do console, bem como suporte para a tecnologia 3D Audio da Sony e o feedback tátil do controle Dual Sense. A remasterização apresenta um modelo retrabalhado no jogo para o movimento de Peter Parker capturado por Ben Jordan, substituindo o ator original John Bubinak, e também inclui trajes adicionais não disponíveis inicialmente no lançamento original do PlayStation 4, incluindo o exclusivo "Traje Preto e Dourado" e "Traje Híbrido", inspirado nos trajes usados por Peter Parker no filme do Universo Cinematográfico Marvel (MCU) Homem-Aranha: Sem Volta para Casa (2021).
O jogo foi lançado inicialmente em todo o mundo em novembro de 2020 como um título de lançamento para o PlayStation 5, e foi empacotado junto com a Ultimate Edition de Marvel's Spider-Man: Miles Morales no console. Alternativamente, ele pode ser obtido atualizando a versão do PlayStation 4 de Miles Morales e comprando o remaster individualmente, e permitiu a funcionalidade de salvamento cruzado entre ele e a versão PlayStation 4 original de Marvel's Spider-Man. O remaster foi disponibilizado para compra individual como um título digital na PlayStation Store em maio de 2023, com os proprietários existentes da versão do PS4 original tendo direito a um upgrade por uma taxa. Uma versão para Windows do remaster desenvolvido pelo estúdio irmão do PlayStation, Nixxes Software, foi lançada como um título independente no Steam e na Epic Games Store em todo o mundo em agosto de 2022. A versão para PC do remaster apresenta inúmeras melhorias específicas, como suporte NVIDIA DLSS e DLAA , compatibilidade com monitores ultrawide e panorâmicos, uma predefinição de apresentação adicional conhecida como "Ultimate RT" para placas de vídeo NVIDIA e AMD compatíveis, suporte nativo para vários controladores e entrada de mouse e teclado e opções para taxas de quadros desbloqueadas para melhorar o desempenho do jogo.

#### Marvel's Spider-Man: Miles Morales(2020)
Marvel's Spider-Man: Miles Morales foi lançado em novembro de 2020 no PlayStation 4, e como um título de lançamento para o PlayStation 5, e foi lançado para Windows em novembro de 2022. Ele segue o amigo de Parker, Miles Morales, que adquiriu poderes semelhantes baseados em aranhas no final do primeiro jogo e foi posteriormente treinado por Parker. Quando Parker e Mary Jane Watson fazem uma excursão a Symkaria por algumas semanas, Miles é deixado para defender Nova York como seu único Homem-Aranha, e deve proteger seu novo lar, Harlem, depois que ele fica preso no fogo cruzado de uma guerra entre a Roxxon Energy Corporation e um exército criminoso de alta tecnologia chamado Underground, liderado pelo misterioso Tinkerer.

#### Marvel's Spider-Man 2(2023)
Marvel's Spider-Man 2 foi lançado no PlayStation 5 em outubro de 2023. Ele retrata Peter Parker e Miles Morales lutando para navegar em seus respectivos futuros enquanto equilibram suas vidas pessoais com seus deveres para com a cidade como Homens-Aranha. Quando os Caçadores, um grupo mercenário privado liderado por Sergei "Kraven" Kravinoff, chegam e transformam Nova York em um campo de caça para os Homens-Aranha e seus bandidos, Peter e Miles devem combater uma variedade de vilões enquanto o primeiro entra em contato com Venom, um simbionte extraterrestre que se liga a Parker e o influencia negativamente.

#### Marvel's Spider-Man 3
Em setembro de 2023, pouco antes do lançamento de Marvel's Spider-Man 2, o diretor narrativo Ben Arfmann abordou a possibilidade de jogos futuros. No mês seguinte, o diretor criativo sênior Bryan Intihar disse que uma potencial terceira parcela seria "muito épica", comparando as histórias do Homem-Aranha e Homem-Aranha: Miles Morales ao filme do Universo Cinematográfico Marvel Homem de Ferro (2008) e a história do Homem-Aranha 2 ao Capitão América: Guerra Civil (2016). Os co-roteiristas de Marvel's Spider-Man 2, Benjamin Arfmann e Britney Morris, mais tarde abordaram as implicações do final do jogo, confirmando que Miles Morales seria considerado o principal Homem-Aranha nas futuras entradas da série. Como parte de um ataque de ransomware do grupo Rhysidia em dezembro de 2023, detalhes sobre o roteiro futuro da Insomniac Games para títulos foram publicados online, incluindo Marvel's Spider-Man 3 , que visava internamente um lançamento em 2028 com uma consideração feita para dividir o título em duas partes.

### Jogos independentes

#### Marvel's Wolverine
Em setembro de 2021, a Insomniac Games anunciou no evento PlayStation Showcase que estava no início do desenvolvimento de um jogo independente, intitulado Marvel's Wolverine, baseado no personagem do mesmo nome. Ele apresenta uma narrativa independente definida na mesma continuidade dos jogos do Homem-Aranha do estúdio. Ele será lançado para o PlayStation 5.

#### Outros
Em outubro de 2023, o diretor narrativo sênior Jon Paquette e a Insomniac Games discutiram a possibilidade de um jogo spin-off envolvendo o personagem Venom após a estreia do personagem em Homem-Aranha 2. Um jogo Venom autônomo vazou alguns meses depois como parte de um roteiro interno da Insomniac Games discutindo títulos futuros para o estúdio, que foi publicado online como parte de um ataque de ransomware pelo grupo Rhysidia.
Outro jogo, Marvel's X-Men, baseado na equipe homônima, vazou como parte de um roteiro interno do estúdio Insomniac Games que foi publicado online durante o hack. Espera-se que seja uma continuação narrativa dos eventos de Marvel's Wolverine e o segundo jogo de uma trilogia focada em X-Men.

## Personagens
| Personagem                         | Jogos do Homem-Aranha da Marvel | Jogos do Homem-Aranha da Marvel               | Jogos do Homem-Aranha da Marvel    | Jogos do Homem-Aranha da Marvel | Jogos autônomos    |
| Personagem                         | Marvel's Spider-Man             | Marvel's Spider-Man: A Cidade Que Nunca Dorme | Marvel's Spider-Man: Miles Morales | Marvel's Spider-Man 2           | Marvel's Wolverine |
| ---------------------------------- | ------------------------------- | --------------------------------------------- | ---------------------------------- | ------------------------------- | ------------------ |
| Personagem                         | 2018                            | 2018                                          | 2020                               | 2023                            | TBA                |
| Protagonistas                      |                                 |                                               |                                    |                                 |                    |
| Peter Parker Homem-Aranha          | Yuri Lowenthal                  | Yuri Lowenthal                                | Yuri Lowenthal                     | Yuri Lowenthal                  |                    |
| Miles Morales Homem-Aranha         | Nadji Jeter                     | Nadji Jeter                                   | Nadji Jeter                        | Nadji Jeter                     |                    |
| Mary Jane Watson MJ                | Laura Bailey                    | Laura Bailey                                  |                                    | Laura Bailey                    |                    |
| James "Logan" Howlett Wolverine    |                                 |                                               |                                    |                                 | ASA                |
| Antagonistas                       |                                 |                                               |                                    |                                 |                    |
| Maxwell "Max" Dillon Electro       | Josh Keaton                     |                                               |                                    |                                 |                    |
| Wilson Fisk Rei do Crime           | Travis Willingham               |                                               | Travis Willingham                  |                                 |                    |
| MacDonald "Mac" Gargan Scorpion    | Jason Spisak                    |                                               |                                    |                                 |                    |
| Martin Li Mister Negative          | Stephen Oyoung                  |                                               |                                    | Stephen Oyoung                  |                    |
| Lonnie Lincoln Tombstone           | Corey Jones                     |                                               |                                    | Corey Jones                     |                    |
| Anthony "Tony" Masters Taskmaster  | Brian Bloom                     |                                               |                                    |                                 |                    |
| Otto Octavius Doctor Octopus       | William Salyers                 |                                               | William Salyers                    | William Salyers                 |                    |
| Norman Osborn                      | Mark Rolston                    |                                               | Mark Rolston                       | Mark Rolston                    |                    |
| Herman Schultz Shocker             | Dave B. Mitchell                |                                               |                                    |                                 |                    |
| Screwball                          | Stephanie Lemelin               | Stephanie Lemelin                             |                                    |                                 |                    |
| Aleksei Sytsevich Rhino            | Fred Tatasciore                 |                                               | Fred Tatasciore                    |                                 |                    |
| Adrian Toomes Abutre               | Dwight Schultz                  |                                               |                                    |                                 |                    |
| Venom                              | Silent                          |                                               | Silent                             | Tony Todd                       |                    |
| Joseph Martello Hammerhead         |                                 | Keith Silverstein                             |                                    |                                 |                    |
| Curtis "Curt" Connors Lagarto      |                                 |                                               | Mark Whitten                       | Mark Whitten                    |                    |
| Aaron Davis Prowler                |                                 |                                               | Ike Amadi                          | Ike Amadi                       |                    |
| Phin Mason Tinkerer                |                                 |                                               | Jasmin Savoy Brown                 |                                 |                    |
| Simon Krieger                      |                                 |                                               | Troy Baker                         |                                 |                    |
| Betsy Schneider                    |                                 |                                               |                                    | TBA                             |                    |
| Cole Wittman                       |                                 |                                               |                                    | TBA                             |                    |
| Quentin Beck Mysterio              |                                 |                                               |                                    | Noshir Dalal                    |                    |
| Cletus Kasady The Flame            |                                 |                                               |                                    | Chad Doreck                     |                    |
| Sergei Kravinoff Kraven the Hunter |                                 |                                               |                                    | Jim Pirri                       |                    |
| Maxwell Markham Grizzly            |                                 |                                               |                                    | TBA                             |                    |
| Flint Marko Sandman                |                                 |                                               |                                    | Leandro Cano                    |                    |
| Dimitri Smerdyakov Chameleon       |                                 |                                               |                                    | Jim Pirri                       |                    |
| Personagens secundários            |                                 |                                               |                                    |                                 |                    |
| Jefferson Davis                    | Russell Richardson              |                                               | Russell Richardson                 |                                 |                    |
| Felicia Hardy Gata Negra           | Erica Lindbeck                  | Erica Lindbeck                                |                                    | Erica Lindbeck                  |                    |
| J. Jonah Jameson                   | Darin De Paul                   | Darin De Paul                                 | Darin De Paul                      | Darin De Paul                   |                    |
| Morgan Michaels                    | Phil Morris                     |                                               |                                    |                                 |                    |
| Miles Morales                      | Jacqueline Pinol                |                                               | Jacqueline Pinol                   | Jacqueline Pinol                |                    |
| Harry Osborn                       | Scott Porter                    |                                               | Silent                             | Graham Phillips                 |                    |
| May Parker                         | Nancy Linari                    |                                               |                                    | Nancy Linari                    |                    |
| Silver Sablinova                   | Nichole Elise                   | Nichole Elise                                 |                                    |                                 |                    |
| Yuri Watanabe Wraith               | Tara Platt                      | Tara Platt                                    |                                    | Tara Platt                      |                    |
| Walter Hardy                       |                                 | Daniel Riordan                                |                                    |                                 |                    |
| Hailey Cooper                      |                                 |                                               | Natasha Ofili                      | Natasha Ofili                   |                    |
| Danika Hart                        |                                 |                                               | Ashly Burch                        | Ashly Burch                     |                    |
| Ganke Lee                          |                                 |                                               | Griffin Puatu                      | Griffin Puatu                   |                    |
| Rick Mason                         |                                 |                                               | Todd Williams                      |                                 |                    |
| Albert Moon                        |                                 |                                               |                                    | Tom Choi                        |                    |
| Cindy Moon                         |                                 |                                               |                                    | Silent                          |                    |

## Outras mídias

### Música
Todos os jogos lançados atualmente na série Marvel's Spider-Man foram compostos por John Paesano. As respectivas trilhas sonoras de Marvel's Spider-Man e Marvel's Spider-Man: Miles Morales foram coletadas em streaming digital e formatos de vinil físico em colaboração com a Mondo. Além disso, três faixas vocais foram produzidas para a trilha sonora original de Miles Morales: "I'm Ready" de Jaden Smith, e "Where We Come From" e "This is My Time" de Lecrae. Uma faixa vocal para Marvel's Spider-Man 2, "Swing" de EarthGang ft. Benji, foi lançada em serviços de streaming em setembro de 2023.

### História em quadrinhos

#### Cidade em guerra(2019)
Marvel's Spider-Man: City at War foi publicado pela Marvel Comics como seu primeiro título sob o selo Gamerverse em março de 2019, servindo como uma adaptação em quadrinhos de seis edições da Marvel's Spider-Man, ao mesmo tempo em que expandia eventos específicos da história. A adaptação foi escrita por Dennis Hopeless, com arte de Luca Maresca e do colorista David Curiel.

#### Velocidade(2019)
Marvel's Spider-Man: Velocity, publicado mais tarde em 2019, abrange cinco edições e descreve uma narrativa original definida dentro da continuidade do jogo. A história se passa entre os eventos da campanha principal em Marvel's Spider-Mande conteúdo para download (DLC) de três partesThe City That Never Sleeps, e explora a origem por trás da criação do Velocity Suit por Parker, além de seu encontro com o super vilão Swarm, e uma investigação separada conduzida por Mary Jane Watsone seu colega do Daily Bugle, Ben Urich, em Haley Harvey, também apelidada de Speed Demon.

#### O Gato Preto Ataca(2020)
Marvel's Spider-Man: The Black Cat Strikes , publicado em 2020, é uma série limitada de que adapta os eventos deThe City That Never Sleeps. Dennis Hopeless e Luca Maresca reprisam suas funções como roteirista e artista, respectivamente. Além de adaptar diretamente os eventos da narrativa do jogo, a história também expande o relacionamento e a história de Peter Parker e Felicia Hardy, por meio de cenários não descritos nos capítulos do DLC.

#### Dia livre dos quadrinhos: Marvel's Spider-Man 2(2023)
Como parte do Free Comic Book Day em 2023, a Sony Interactive Entertainment e a Marvel publicaram uma história em quadrinhos prequela one-shot que leva aos eventos de Marvel's Spider-Man 2, lançada em 6 de maio, em lojas de quadrinhos locais e digitalmente no aplicativo Marvel Unlimited. A história em quadrinhos foi escrita por Christos Gage, que anteriormente atuou como escritor em Marvel's Spider-Man, com arte de Ig Gaura. A história segue Peter Parker, Miles Morales e Mary Jane Watson enquanto os três lutam para equilibrar a vida escolar de Morales, o trabalho de MJ e a responsabilidade que os dois Homens-Aranha têm com Nova York enquanto entram em conflito com um criminoso infundido com magia chamado The Hood.

### Novelas

#### Aquisição Hostil(2018)
Marvel's Spider-Man: Hostile Takeover foi escrito por David Lisse publicado pelaTitan Booksem 21 de agosto de 2018. É um romance prequela que cobre eventos antes da campanha principal de Marvel's Spider-Man, detalhando os esforços contínuos de Peter Parker para expor as atividades do Wilson FiskBlood Spidere seu confronto com a sobrinha substituta e agressora de Fisk,Maya Lopez / Echo, que é convencida por Fisk de que o Homem-Aranha matou seu pai.

#### Asas da Fúria(2020)
Marvel's Spider-Man: Miles Morales, Wings of Fury foi escrito por Brittney Morris e publicado pela Titan Books em 10 de novembro de 2020. É um romance prequela que ocorre entre os eventos do conteúdo para download (DLC)The City That Never Sleeps (2018) e o jogo autônomo Marvel's Spider-Man: Miles Morales (2020). A história descreve a parceria inicial de Morales com Peter Parker / Homem-Aranha, quando os dois vigilantes partem para prender Adrian Toomes / Vulture, que escapou da Balsae se juntou à sua neta Tiana Toomes, sob o pseudônimo de "Starling".

### Livros dos bastidores

#### Marvel's Spider-Man(2018)
Marvel's Spider-Man: The Art of the Game foi publicado pela Titan Booksem 11 de setembro de 2018. Escrito por Paul Davies, ele compila inúmeras peças de arte conceitual e renderizações do elenco principal do jogo, e vários elementos como locais, figurinos e tecnologia, combinados com insights adicionais sobre o processo criativo do jogo de desenvolvedores, artistas e designers que trabalharam no jogo.

#### Livro de Roteiro do Homem-Aranha da Marvel(2020)
O livro de roteiro do Homem-Aranha da Marvel, de autoria de Jon Paquette, Christos Gage e Benjamin Arfmann, foi publicado em 11 de fevereiro de 2020. Ele apresenta o roteiro original do jogo junto com inúmeras peças de arte e renderizações com insights e comentários adicionais dos escritores do jogo.

#### Marvel's Spider-Man: Miles Morales(2021)
Marvel's Spider-Man: Miles Morales, The Art of the Game, de autoria de Matt Ralphs, foi publicado pela Titan Books em 23 de fevereiro de 2021. Ele compila ilustrações conceituais e várias renderizações no jogo de personagens, tecnologia, locais, dispositivos e fantasias de todo o período de desenvolvimento do título.

## Aparições fora dos jogos

### Integração no Multiverso da Marvel Comics
Peter Parker da Insomniac Games apareceu no evento crossover "Spider-Geddon" (2018), uma sequência do enredo de 2014 "Spider-Verse" escrito por Christos Gage e publicado pela Marvel Comics em 26 de setembro de 2018, após a aparição de estreia do personagem em Marvel's Spider-Man. Ele estabeleceu os eventos do jogo como ocorrendo no universo de "Terra-1048" dentro do maior Multiverso Marvel. Na história, Parker une forças com o Exército-Aranha Superior liderado por Otto Octavius, Homem-Aranha Superior, a fim de combater os Herdeiros recentemente libertados e evitar as mortes de todos os Povos-Aranha em todo o multiverso. A história de Spider-Geddon ocorre após os eventos do jogo e também apresenta a versão do universo de Tarântula, com Octavius secretamente deixando uma mensagem para sua contraparte do jogo, para permitir que ele potencialmente também se torne o Homem-Aranha Superior.

### Filme
O Traje Avançado de Parker do Homem-Aranha da Marvel é retratado no Spider-Lair entre a linha de trajes alternativos usados pelo Peter Parker da realidade de Miles Morales no filme de animação Spider-Man: Into the Spider-Verse (2018). O próprio Parker dos jogos faz uma aparição física em sua sequência Spider-Man: Across the Spider-Verse (2023), como Insomniac Games Spider-Man da Terra-1048 e um membro da Spider-Society liderada por Miguel O' Hara / Spider-Man 2099, com Yuri Lowenthal reprisando brevemente seu papel de voz. Além disso, a jogabilidade do Homem-Aranha 2 da Marvel foi apresentada em uma cena no dormitório de Miles Morales, onde seu melhor amigo Ganke Lee foi visto jogando em um console PlayStation 5.

### Jogos eletrônicos relacionados
A série Marvel's Spider-Man, entre outros títulos desenvolvidos pela Insomniac Games, foi referenciada em Astro's Playroom (2020), um jogo pack-in para o PlayStation 5 lançado no lançamento do console, que apresentava inúmeras alusões a várias franquias publicadas ou exclusivas para consoles PlayStation. Ao entrar na área Caching Caves, virar para sudeste das Shock Walls leva a uma sala com um Astro Bot pendurado de cabeça para baixo em uma teia no teto, referenciando uma pose comumente associada ao personagem.
Marvel's Iron Man VR foi lançado em julho de 2020 no PlayStation VR, e posteriormente portado para o Meta Quest 2 e lançado pela Oculus Studios em novembro de 2022. Publicado pela Sony Interactive Entertainment, ele apresenta uma narrativa independente que faz referência à continuidade dos jogos do Homem-Aranha da Marvel. O diretor Ryan Payton afirmou mais tarde que, apesar da intenção do desenvolvedor de contar uma narrativa independente, "definitivamente há oportunidades de conectar os mundos" e ele esperava que a série de dois jogos pudesse compartilhar algumas referências entre si em futuras parcelas.

## Recepção
| Jogo                               | Metacritic                            |
| ---------------------------------- | ------------------------------------- |
| Marvel's Spider-Man                | 87/100                                |
| Marvel's Spider-Man: Miles Morales | (PS4) 84/100 (PS5) 85/100 (PC) 88/100 |
| Marvel's Spider-Man 2              | 90/100                                |

Os três jogos atualmente lançados da série Marvel's Spider-Man foram recebidos com aclamação da crítica e sucesso comercial. Os críticos citaram Marvel's Spider-Man (2018) como um dos melhores jogos baseados em histórias em quadrinhos já criados, com veículos como Venture Beat e Game Informer comparando positivamente o jogo com o Batman: Arkham Asylum (2009), um jogo que foi elogiado de forma semelhante por quebrar convenções associadas a jogos baseados em personagens de histórias em quadrinhos com sua reinterpretação do mito. A mecânica do jogo foi outro ponto de elogio, com muitos elogiando as inovações e refinamentos feitos nos sistemas de balanço e travessia de teias. EGMNOW comentou sobre a jogabilidade em Marvel's Spider-Man sendo mais simplificada em comparação com as funções semelhantes presentes na adaptação de jogos do Spider-Man 2 (2004). O combate foi elogiado de forma semelhante por sua fluidez e ênfase em engenhocas e utilização do ambiente para realizar ataques, com a IGN observando ainda como a profundidade do sistema de combate do jogo permitiu a improvisação. A história recebeu elogios particulares de críticos e fãs. A USGamer citou especificamente a narrativa como o aspecto mais forte do jogo e destacou a interpretação da história do personagem-título e seu elenco de apoio, enquanto a GamesRadar+ descreveu seus personagens como sendo dublados e executados com profundidade e carisma inesperados. A porta Remastered para PlayStation 5 e PC recebeu elogios adicionais por sua apresentação atualizada, melhorias em detalhes técnicos como texturas faciais e de cabelo e melhorias adicionais de qualidade de vida que trouxeram o jogo em paridade mais próxima com Miles Morales, embora a substituição de John Bubinak por Ben Jordan como o modelo de captura facial para Peter Parker tenha obtido uma resposta mista. A versão para PC foi particularmente aplaudida por sua otimização para a plataforma e compatibilidade perfeita no Steam Deck.
Marvel's Spider-Man: Miles Morales (2020) também recebeu críticas favoráveis semelhantes. Jonathon Dornbush da IGN gostou dos novos aprimoramentos do jogo para PlayStation 5 e do conteúdo secundário mais atraente. Chris Carter da Destructoid elogiou a história do jogo e as novas habilidades de Miles Andrew Reiner da Game Informer apreciou as melhorias no combate e na área do Harlem.

### Vendas
Em maio de 2022, a série Marvel's Spider-Man vendeu mais de 33 milhões de cópias em todo o mundo. Marvel's Spider-Man (2018) conseguiu vender 3,3 milhões de unidades, incluindo aquelas empacotadas com consoles PlayStation 4, em seus primeiros três dias de lançamento, resultando no título ultrapassando a marca de 3,1 milhões de unidades alcançada anteriormente por God of War (2018) para se tornar o lançamento próprio do jogo de venda mais rápida na história da Sony Interactive Entertainment, bem como o exclusivo PlayStation 4 de venda mais rápida inteiramente, até que esse recorde foi usurpado por Final Fantasy VII Remake (2020) da Square Enix com 3,5 milhões de unidades no mesmo período. O meio de comunicação USA Today estimou adicionalmente que o jogo arrecadou pelo menos US$ 198 milhões durante o referido período para a Sony, superando o total de bilheteria nacional de US$ 117 milhões acumulado pelo filme do Universo Cinematográfico Marvel (MCU) Homem-Aranha: De Volta ao Lar em 2017. Além disso, as projeções de vendas do The NPD Group anunciaram que o Homem-Aranha da Marvel havia obtido 37% mais vendas no mês de lançamento do que os totais combinados de todos os jogos anteriores do Homem-Aranha lançados desde 1995. Em julho de 2019, o Homem-Aranha da Marvel se tornou o jogo mais vendido baseado em um personagem de história em quadrinhos, superando as vendas vitalícias combinadas de Batman: Arkham City (2011) da Warner Bros. Games e Rocksteady, depois de já ter alcançado o título de jogo baseado em história em quadrinhos mais vendido nos EUA em novembro de 2018. O jogo também se tornou um dos PlayStation mais vendidos desenvolvidos no Ocidente 4 títulos no Japão, sendo superado apenas por Call of Duty: Black Ops 4 (2018) e Minecraft (2011), bem como o título SIE desenvolvido no Ocidente mais vendido desde Crash Bandicoot: Warped para o PlayStation original, desenvolvido pela Naughty Dog em 1998. O lançamento remasterizado do jogo para Windows estreou com um pico simultâneo de 63.384 jogadores na plataforma da Steam, tornando-se a segunda maior estreia de um título do PlayStation Studios no Steam, depois de God of War.
A versão para PlayStation 4 de Marvel's Spider-Man: Miles Morales (2020) vendeu 22.882 cópias físicas em sua primeira semana de venda no Japão, tornando-se o oitavo jogo de varejo mais vendido da semana no país. Durante a mesma semana, a versão para PlayStation 5 foi o décimo jogo de varejo mais vendido no Japão, vendendo 18.640 cópias físicas. Marvel's Spider-Man: Miles Morales também foi o jogo de lançamento físico do PlayStation 5 mais vendido no Reino Unido. Na Alemanha, o jogo vendeu mais de 100.000 cópias em seu mês de lançamento e 200.000 cópias até o final de dezembro de 2020. Em dezembro de 2020, o jogo vendeu um total combinado de 663.000 cópias digitais nas plataformas PlayStation 4 e PlayStation 5. Em abril de 2021, Jeff Grubb da VentureBeat relatou que o jogo havia superado The Last of Us Part II e Ghost of Tsushima (ambos de 2020) em relação às vendas vitalícias. Em julho de 2021, o jogo havia vendido mais de 6,5 milhões de cópias. Miles Morales foi o décimo segundo jogo mais vendido de 2020 e o sexto jogo mais vendido de 2021.
Em novembro de 2020, foi informado que o Homem-Aranha da Marvel teria vendido mais de 20 milhões de cópias.
Em maio de 2022, a série Marvel's Spider-Man teria vendido mais de 33 milhões de cópias. Marvel's Spider-Man 2 vendeu mais de cinco milhões de unidades em dez dias.
Em 7 de agosto de 2024, a série Marvel's Spider-Man vendeu mais de 50 milhões de cópias. Em 20 de abril de 2024, Marvel's Spider-Man 2 ultrapassou 11 milhões de unidades vendidas.
| Ano                                 | Jogo                               | Vendas        |
| ----------------------------------- | ---------------------------------- | ------------- |
| 2018                                | Marvel's Spider-Man                | 20 milhões+   |
| 2020                                | Marvel's Spider-Man: Miles Morales | 14,4 milhões+ |
| 2023                                | Marvel's Spider-Man 2              | 11 milhões+   |
| Vendas totais da série: 50 milhões+ |                                    |               |